# 1159
1159 (MCLIX) fue un año común comenzado en jueves del calendario juliano.

## Acontecimientos
- Alejandro III sucede a Adriano IV como papa.
- Primera mención de Rutland como condado independiente de Inglaterra.

## Nacimientos
- Minamoto no Yoshitsune, general del clan Minamoto de Japón.

## Fallecimientos
- 28 de febrero - Infanta-reina Sancha Raimúndez, hija de la reina Urraca I de León y hermana de Alfonso VII el Emperador.